# Öhr (Schleswig)

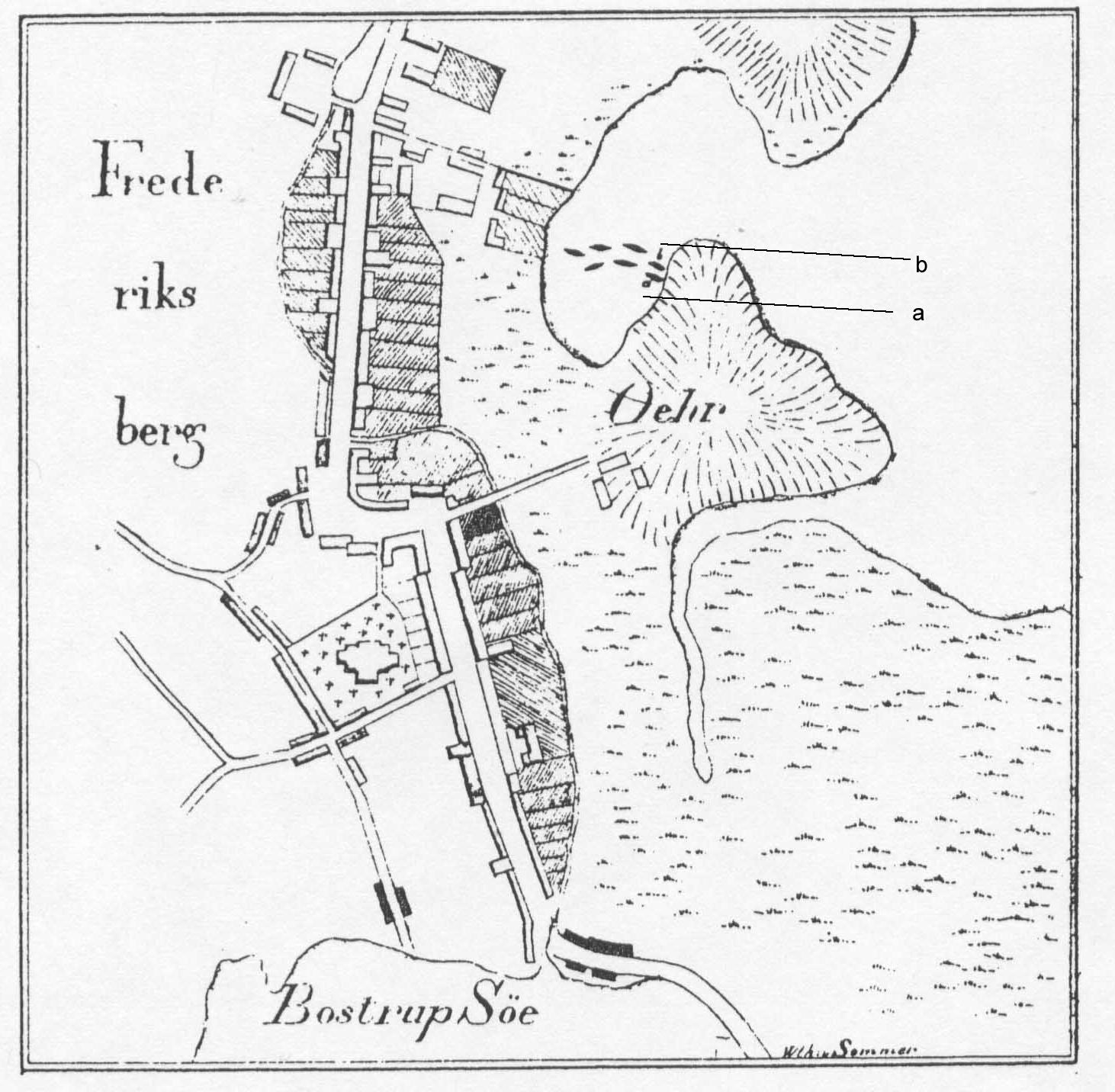
Eine Skizze Friedrichsbergs und des Öhrs aus dem 19. Jh.

Das Öhr (auch Oehr, dänisch Ør) war eine etwa 11 Hektar große Halbinsel im Schleswiger Ortsteil Friedrichsberg am westlichen Ende der Schlei. Die Halbinsel wurde 1654 erstmals schriftlich erwähnt. Es trug auch den Beinamen Hillige Öhr, da der Missionar Ansgar dort im Jahr 826 in der Wikingerzeit mehrere Menschen in der Schlei getauft haben soll. Die Halbinsel stand (wie auch der Ort Friedrichsberg an sich) in der frühen Neuzeit in enger Beziehung im nahen Schloss Gottorf. Im 17. Jahrhundert wurde das Gebiet vom gottorfschen Herzog Friedrich III. an seinen Kammerdiener und Bauinspektor Otto Jageteuffel in Erbpacht gegeben. Während des Deutsch-Dänischen Krieges befand sich hier eine dänische Schanze zur Sicherung der Danewerklinie. Nördlich des Öhrs befand sich das Tegelnoor (dä Teglnor), in dem im 19. Jahrhundert mehrere Schiffswracks aus der Zeit des Dreißigjährigen Krieges entdeckt wurden (Schleswig-Tegelnoor-Wracks). Im Süden wurde das Öhr von der Otternkuhle, einer Einbuchtung der Schlei, die die Grenze zur benachbarten Gemeinde Busdorf markierte, begrenzt. 
Mit dem Bau der Bundesstraße 76 als Umgehungsstraße wurde das nördlich angrenzende Noor überbaut und das Öhr verlor seinen Status als Halbinsel. Ein früheres Anwesen wurde 1973 abgerissen. An seiner Stelle befinden sich auf dem Öhr heute ein Pflegeheim und mehrere Sportanlagen. In unmittelbarer Nähe wurde ab 1970 der Wikingturm errichtet.